# Nya teatern, Göteborg
För andra betydelser, se Nya teatern.

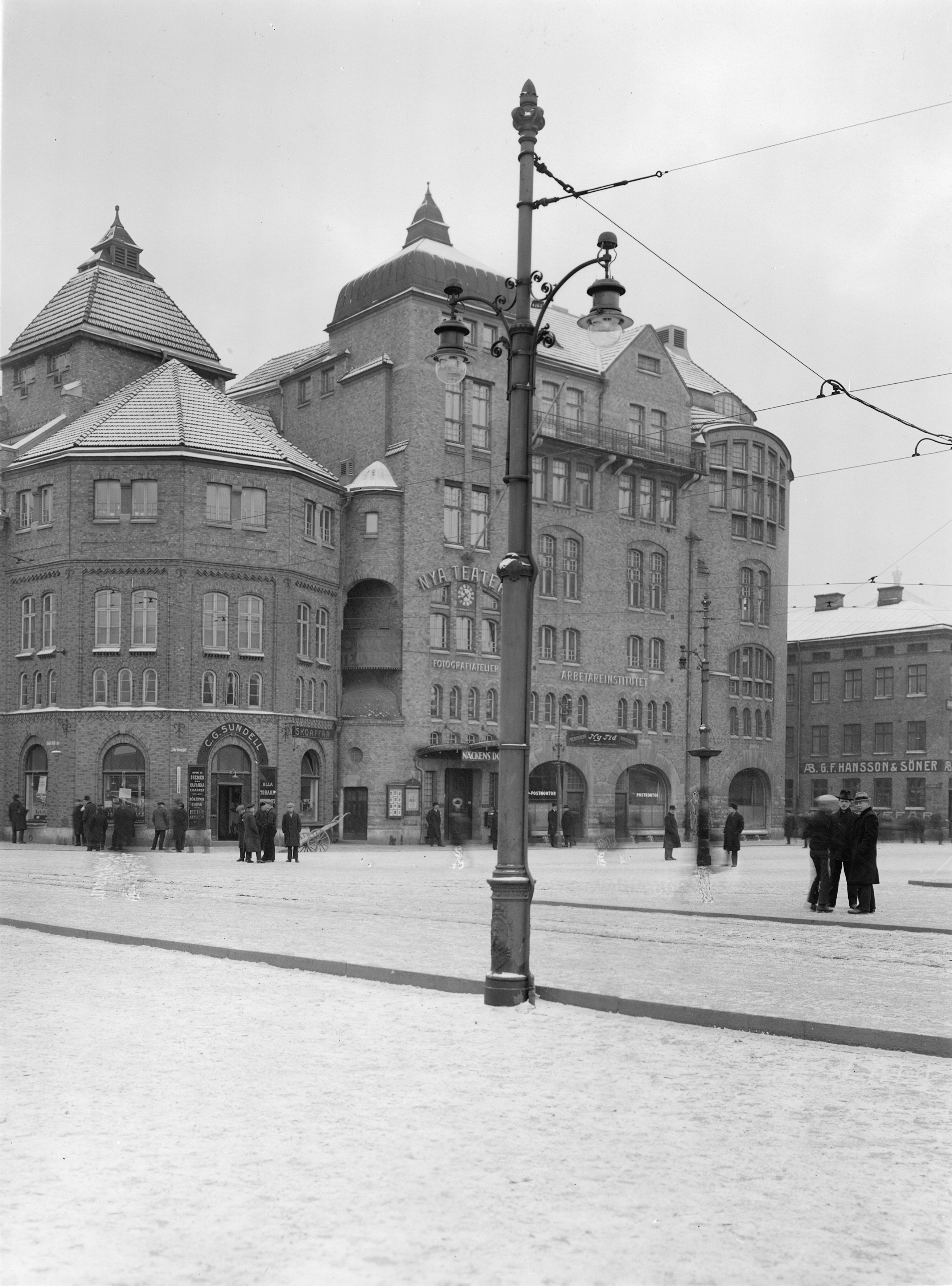
Arbetareföreningens Hus på Järntorget 8 i Göteborg

Nya Teatern ("Nyan") var en teater, senare biograf i Arbetareföreningens Hus på Järntorget 8 i Göteborg. Den öppnade 1909 och drevs då av Hjalmar Selander. Knutna till teatern var skådespelare som Georg Blickingberg, Elsa Carlsson, Gösta Ekman, Torsten Hammarén och Lars Hanson.
Teatern lades ner 1925 och ersattes av en biograf som öppnade 4 september 1925 och stängde 27 februari 1955. Ägare var AB Cosmorama och där fanns ursprungligen 832 platser (klaffstolar). År 1930 var antalet 701 platser men 1940 hade de ökat till 909, därefter minskade de stadigt. År 1935 moderniserades biografen, och 1943 installerades nya fåtöljer, ridå och parkettgolv. Stumfilmsorkestern leddes bland andra av Arvid Fagerberg, Eric Hultén och Enoc N. Larsson. Det tyska systemet Klang-Film från Berlin installerades 1929 då ljudfilmen slog igenom.

08/15-Korpral Asch gör revolt var den sista film som visades reguljärt. Avslutningskvällen den 27 februari 1955 gjordes till festkväll med premiär på Nils Poppe-filmen Stampen. Biografen hade under trettio år haft en publik på 5,5 miljoner, givit 1 200 program samt 18 000 föreställningar och 60 miljoner filmmeter hade rullat genom kamerorna. Rivningen av byggnaden påbörjades redan den 1 mars 1955.